# Fitchburg, Massachusetts

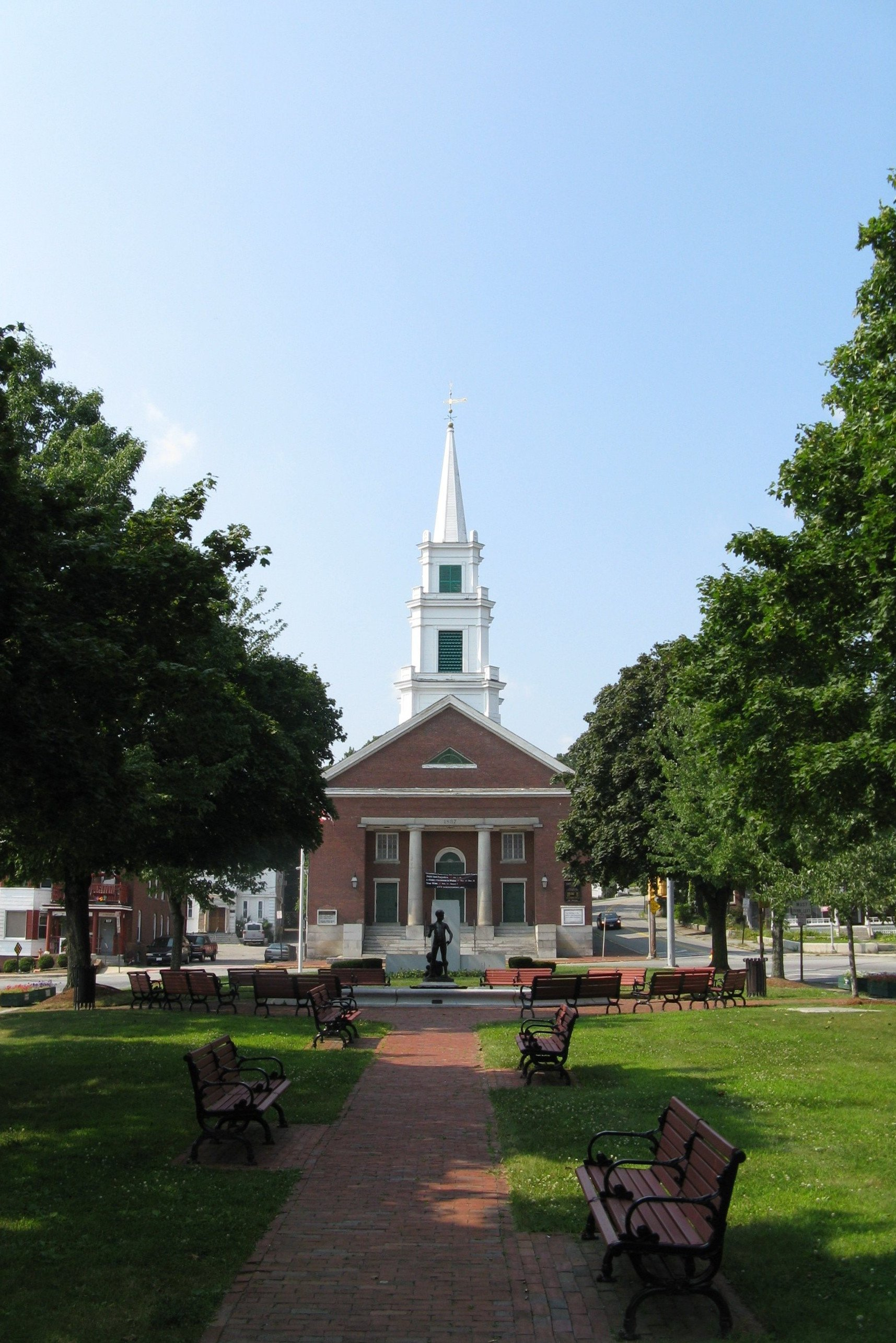

Fitchburg, Massachusetts là một thành phố lớn thứ 3 ở quận Worcester trong tiểu bang thịnh vượng chung Massachusetts, Hoa Kỳ. Thành phố có tổng diện tích km², trong đó diện tích đất là km². Theo điều tra dân số Hoa Kỳ năm 2010, thành phố có dân số 40.318 người. Fitchburg có Đại học Tiểu bang Fitchburg và 17 trường tiểu học và trung học.
Fitchburg lần đầu tiên có dân định cư năm 1730 và đã chính thức thành lập năm 1764. Nó được đặt tên theo John Fitch, một người định cư. Năm 1748, Fitch và gia đình của ông đã bị bắt cóc Canada của người Mỹ bản địa, nhưng trở lại vào năm sau đó.
Fitchburg nằm bên sông Nashua và một đường xe lửa. Tuyến đường sắt Fitchburg ban đầu chạy qua đường hầm Hoosac, kết nối với Boston và Albany, New York. Đường hầm này được xây dựng bằng cách sử dụng khoan đá Burleigh, thiết kế và xây dựng trong Fitchburg. Fitchburg là một trung tâm công nghiệp thế kỷ 19. Hoạt động điện nước, nhà máy lớn sản xuất máy móc, công cụ, quần áo, giấy, và vũ khí. Thành phố này nổi tiếng với kiến trúc của nó, đặc biệt trong phong cách Victoria, được xây dựng ở đỉnh cao của sự thịnh vượng thị trấn nhà máy của mình. Khi thành phố là một trong hai thị trấn shire, Bắc Worcester Quận Registry của Deeds, được thành lập vào năm 1903, và nhà tù quận hạt trên nước đường là hai cơ sở hạt nằm trong Fitchburg.
1961 bộ phim Return to Peyton Place được quay tại Fitchburg.